# Nathan Roberts
Nathan („Nate“) Roberts (* 24. März 1982 in Ogden, Utah) ist ein US-amerikanischer Freestyle-Skier. Er ist auf die Buckelpisten-Disziplinen Moguls und Dual Moguls spezialisiert. 2005 wurde er Moguls-Weltmeister.

## Biografie
Im Alter von drei Jahren erlernte Roberts in Park City das Skifahren, als Siebenjähriger bestritt er erstmals Moguls-Wettbewerbe. Ab Dezember 2001 nahm er an der nordamerikanischen Kontinentalmeisterschaft Nor-Am Cup teil. Mit einem Sieg und einem zweiten Platz entschied er im Winter 2002/03 die Moguls-Disziplinenwertung des Nor-Am Cups für sich. Sein Debüt im Freestyle-Weltcup hatte Roberts am 11. Januar 2003; in Mont-Tremblant wurde er 28. und gewann seine ersten Weltcuppunkte. Das beste Ergebnis in seiner Premierensaison war ein 18. Platz.
Den ersten Weltcupsieg konnte Roberts am 20. Dezember 2003 in Madonna di Campiglio feiern. Es folgten ein zweiter Platz sowie mehrere Top-10-Platzierungen im Winter 2003/04. Am 22. Januar 2005 gelang ihm in Fernie der zweite Weltcupsieg. Aufgrund unbeständiger Leistungen im Verlaufe der Saison 2004/05 gehörte Roberts vor der Weltmeisterschaft 2005 in Ruka nicht zum engeren Favoritenkreis. Er gewann jedoch knapp vor dem Kanadier Marc-André Moreau und dem Australier Dale Begg-Smith die Goldmedaille im Moguls-Wettbewerb. Zum Abschluss der Saison wurde er US-amerikanischer Meister in beiden Moguls-Disziplinen.
Zwar konnte Roberts in der Weltcupsaison 2005/06 einen Podestplatz erzielen, dennoch wurde er für die Olympischen Winterspiele 2006 nicht berücksichtigt. Im darauf folgenden Winter gewann er zwei Weltcupveranstaltungen, in Deer Valley und in Inawashiro. Bei der Weltmeisterschaft 2007 gewann Roberts die Moguls-Bronzemedaille, hinter dem Kanadier Pierre-Alexandre Rousseau und Dale Begg-Smith. In der Weltcupsaison 2007/08 klassierte er sich zweimal als Zweiter.
Verletzungsbedingt musste Roberts fast die gesamte Saison 2008/09 pausieren. Im Dezember 2009 war er mit einem dritten Platz zurück an der Weltspitze. Er nahm an den Olympischen Winterspielen 2010 teil und fuhr auf den 19. Platz. Im Winter 2010/11 blieb ein 10. Platz sein bestes Weltcupergebnis.

## Erfolge

### Olympische Spiele
- Vancouver 2010: 19. Moguls

### Weltmeisterschaften
- Ruka 2005: 1. Moguls
- Madonna di Campiglio 2007: 3. Moguls

### Weltcup
- Saison 2003/04: 5. Moguls-Weltcup
- Saison 2004/05: 3. Moguls-Weltcup, 8. Gesamtweltcup
- Saison 2005/06: 5. Moguls-Weltcup
- Saison 2006/07: 4. Moguls-Weltcup, 5. Dual-Moguls-Weltcup, 8. Gesamtweltcup
- Saison 2007/08: 6. Moguls-Weltcup
- 10 Podestplätze, davon 4 Siege:

| Datum             | Ort                  | Land    | Disziplin |
| ----------------- | -------------------- | ------- | --------- |
| 20. Dezember 2003 | Madonna di Campiglio | Italien | Moguls    |
| 22. Januar 2005   | Fernie               | Kanada  | Moguls    |
| 11. Januar 2007   | Deer Valley          | USA     | Moguls    |
| 17. Februar 2007  | Inawashiro           | Japan   | Moguls    |

### Weitere Erfolge
- 2 Podestplätze im Nor-Am Cup, davon 1 Sieg, Nor-Am-Disziplinensieger 2002/03
- 2 US-amerikanische Meistertitel (Moguls und Dual Moguls 2005)